# AngloGold Ashanti Golden Boys de Siguiri
 (octobre 2017).
Si vous disposez d'ouvrages ou d'articles de référence ou si vous connaissez des sites web de qualité traitant du thème abordé ici, merci de compléter l'article en donnant les références utiles à sa vérifiabilité et en les liant à la section « Notes et références ».
Maillots
Actualités
L'AngloGold Ashanti Golden Boys de Siguiri est un club de football guinéen basé à Siguiri. 
Le club évolue dans le Championnat de Guinée de football.

## Histoire
Le club appartient à la Société aurifère de Guinée (SAG), qui est elle-même une filiale d'AngloGold Ashanti, une entreprise sud-africaine spécialisée dans l'exploitation minière.
L'Ashanti accède en première division en 2006.